# Posrednik
Pour les articles homonymes, voir Posrednik (maison d'édition).
Posrednik (en russe : Посредник, « médiateur » ou « Intermédiaire ») est le nom d'un journal de Saint-Pétersbourg, en Russie, au XIXe siècle, qui était réputé pour ses nouvelles de l'étranger.

## Histoire

### Contexte
Vers la fin de l'année 1856, le Sankt-Peterburgskie Vedomosti (ru) et le Journal de Saint-Pétersbourg avaient annoncé leur projet de publier des actualités étrangères sous la forme de télégrammes. Pavel Stepanovitch Oussov était alors adjoint à la rédaction en chef d'un autre journal, L'Abeille du nord, fondé par l'écrivain conservateur Faddeï Boulgarine en 1825. Il a demandé à Louis Schneider, correspondant à Berlin de L'Abeille du nord, de conclure un accord avec l'agence de presse allemande Wolff, avant les concurrents. La première dépêche télégraphique russe est ainsi parue dans L'Abeille du nord du 8 janvier 1857.
Constatant ensuite que chacun des journaux paie pour la même nouvelle de l'étranger, Pavel Oussov a voulu ensuite explorer les moyens de partager les coûts d'un service mutuel, puis persuadé les éditeurs de la Saint-Pétersbourg Gazette, de Russkii Invalid (journal militaire publié dans la capitale russe de 1813 à 1917) et du Journal de Saint-Pétersbourg de partager les télégrammes de l'étranger, d'une manière telle que Wolff soit forcé de baisser les prix de ses services. Pour cela Oussov crée en février 1857 un nouveau journal, qu'il veut plus innovant que l'hebdomadaire de son père, professeur de sciences agricoles à l'Université de Saint-Pétersbourg : L'agriculture et la vraie science.

### Publication
Pavel Stepanovitch Oussov (1828 – 1888), journaliste qui avait travaillé en Angleterre, publie le premier numéro de Posrednik le 27 février 1857. Ce journal comportait un télégramme de Londres daté de la veille.
Le nouveau journal publie des articles sur la science, l'agriculture et la pêche, ainsi que des cours des matières premières en provenance des marchés russes et étrangers. Dès le mois de mai 1857, il a commencé à paraître cinq fois par semaine, matin et soir, ses abonnés souhaitant recevoir des dépêches de la Bourse de Londres sur une base quotidienne. Il comporte une rubrique « Nouvelles des entreprises ». Par ailleurs, sont souvent publiés des articles sur le succès de la propagation de la communication télégraphique dans le monde, avec des informations sur la pose d'un câble sous-marin entre la France et l'Angleterre, dont la mise en service, depuis 1851, est présentée par le journal comme apportant «innombrables avantages». Saint-Pétersbourg était reliée aux capitales européennes par le télégraphe depuis 1854 et la Guerre de Crimée, mais il faudra attendre 1861 avant que le chemin de fer n'établisse la même jonction. Pendant sept années, une partie du trajet vers Saint-Pétersbourg était réalisé en voiture à cheval, d'où l'importance du lien télégraphique. Le plus dynamiques des marchands l'utilisaient déjà pour les affaires commerciales, et l'idée de recevoir sur une basse très régulière des nouvelles des prix des biens, et de l'offre et de la demande était dans l'air.
À l'été 1857, grâce à un marchand britannique, c'est au tour de l'agence de presse Reuters d'entrer en contact avec le journal. Un contrat entre eux sera ensuite signé le 23 août 1857, et Reuters reviendra en Russie en 1862. Le contrat prévoit la livraison d'informations commerciales, par des télégramme, de Londres, Liverpool, Hambourg, Lübeck, Amsterdam et Rotterdam, ainsi que d'autres villes en Europe, en échange d'une cotisation annuelle de 3 000 roubles.
En 1861, le «médiateur» était clairement structuré en quatre sections permanentes: dépêches télégraphiques, correspondance étrangère et intérieure, nouvelles de Saint-Pétersbourg, et bourse. Il offrait à ses lecteurs des publications fréquentes de télégrammes Reuter en provenance de la Chine, des Indes orientales et de l'Australie, témoignant du développement de la relation avec son partenaire d'affaires de Londres. Grâce au succès commercial de Posrednik, Oussov pourra devenir propriétaire en 1861 de l'autre journal, L'Abeille du nord, dont il était directeur de la publication depuis 1860, en rachetant ses parts à Faddeï Boulgarine. Ce journal sera alors relancé par Oussov pour en faire un brillant quotidien, via des efforts pour effacer la réputation d'agent stipendié du pouvoir de son fondateur
Les deux journaux ont disparu en 1864, à la suite de difficultés financières. Plus tard, Posrednik a donné son nom à la maison d'édition que Tolstoï a fondée, en 1885, avec Tchertkov, et l'adjoint de celui-ci, Gorbounov-Passadov, pour la diffusion d'opuscules.